# Regulatorna tehnologija
Regulatorna tehnologija, skraćeno: RegTech (srpski Regtek), je upotreba informacione tehnologije za poboljšanje regulatornih i procesa usklađenosti. Regtek se najkorisnije primenjuje na industrije i aktivnosti koje su podložne strogoj regulaciji, kao što su finansijske usluge, igre na sreću, zdravstvena zaštita, farmaceutska industrija, energetika i telekomunikacije. Regtek stavlja poseban naglasak na regulatorno praćenje, izveštavanje i usklađenost i teži da poboljša transparentnost, kao i doslednost i standardizuje regulatorne procese, da ukloni dvosmislenost iz propisa i obezbedi rezultate višeg kvaliteta po nižoj ceni.
Do danas, regtek se fokusirao na digitalizaciju ručnih procesa izveštavanja i usklađenosti u industriji finansijskih usluga, na primer u kontekstu zahteva za upoznavanje svojih klijenata, i često se pogrešno pripisuje kao podskup FinTech-a. Njegova primena na šire industrije, kao što je energetika, potvrđuje da je regtek podskup GovTech-a.

### Osnovni benefiti
Regtek nudi značajne uštede u troškovima industriji i regulatorima, a akademski rad iz 2016. godine sugerisao je da je potencijal RegTech-a daleko veći, navodeći da “Ima potencijal omogućiti gotovo istovremeni i proporcionalni regulatorni režim koji identifikuje i rešava rizike, dok takođe olakšava daleko efikasnije poštovanje propisa.”
Nasuprot tome, empirijska studija iz 2024. godine koja se fokusira na regulatornu promenu koja je podstakla finansijske savetnike iz Sjedinjenih Država da oko 2014. godine usvoje regtek, nalazi da su ukupno izbegnute štete od smanjenih pritužbi kupaca oko jedne desetine prosečnih troškova prijavljenih u industrijskim izveštajima. Međutim, mogu postojati i druge indirektne koristi od regteka koje nisu uzete u obzir u studiji.

### Nastanak
Na nivou uprave, FCA je bilo prvo vladino telo koje je uspostavilo i promovisalo termin regtek, definišući ga kao: “Regtek je podskup finteka koji se fokusira na tehnologije koje mogu olakšati odgovor na regulatorne zahteve efikasnije od postojećih pristupa”.
U martu 2015. godine, izveštaj glavnog naučnog savetnika britanske vlade, doneo je tezu da “FinTech ima potencijal da se primeni na regulaciju i usklađenost kako bi finansijska regulacija i izveštavanje bili transparentniji, efikasniji i efektivniji - stvarajući nove mehanizme za regulatornu tehnologiju, regtek”.
Ipak, vizija režima vođenog tehnologijom već je predložena 2014. godine, od strane Andy Haldane-a, tokom uvodnog govora na Univerzitetu u Birminghamu.
“Imam san. Futuristički je, ali realističan. On bi uključivao praćenje globalnog toka sredstava u skoro realnom vremenu, na sličan način kao što se dešava sa globalnim vremenskim sistemima i globalnim internet saobraćajem. Njegov centar bi bio globalna mapa finansijskih tokova, koja prikazuje prelivanja i korelacije”.
Sa strane privatnog sektora, dve prepreke podstakle su razvoj regteka. Sa strane troškova, kazne posle ekonomske krize iz 2008. godine premašile su 200 milijardi dolara, a stalni trošak regulacije i usklađenosti postao je primarna briga industrije. Sa strane prihoda, očekuje se da će konkurentnost FinTech kompanija dovesti u rizik 4,7 triliona dolara prihoda. Ovi faktori troškova i prihoda pokreću razvoj regteka. Kao i sa FinTech-om, finansijska kriza iz 2008. godine predstavljala je prekretnicu u razvoju regteka. Međutim, osnovni faktori i korisnici regteka su prilično različiti. Rast FinTech-a predvodile su start-up kompanije (koje sada sve više sarađuju sa, ili ih kupuju, banke i druge tradicionalne finansijske institucije), dok je do sada razvoj regteka uglavnom predstavljao odgovor na ogromne troškove usklađivanja sa novim institucionalnim zahtevima regulatora i kreatora politika.
Za industriju finansijskih usluga, trošak regulatornih obaveza dramatično se povećao, tako da 87% izvršnih direktora banaka u jednom istraživanju smatra ove troškove izvorom finansijskih poremećaja. To pruža snažan ekonomski podsticaj za efikasnije sisteme izveštavanja i usklađenosti kako bi se bolje kontrolisali rizici i smanjili troškovi usklađenosti. Pored toga, masivno povećanje obima i vrsta podataka koji moraju biti prijavljeni regulatornim organima predstavlja veliku priliku za automatizaciju procesa usklađenosti i praćenja. Za industriju finansijskih usluga, upotreba regulatornih tehnologija smatrana je alatom za povećanje efikasnosti i obima poslovanja. Studija o finansijskim savetnicima u Sjedinjenim Američkim Državama sugeriše da je vladino poticanje usvajanja regtek tehnologije povećalo koncentraciju na tržištu, što je u direktnoj korealciji sa pojačanom aktivnošću akvizicija i prelaskom visokokvalitetnih radnika u firme sa boljom tehnologijom. Međutim, mogu postojati i druge indirektne koristi od regteka koje nisu uzete u obzir u studiji.